# سینپولیس
سینپولیس (انگلیسی: Cinépolis) شرکت سینماهای زنجیره‌ای مکزیکی است، که در سال ۱۹۷۱ تأسیس شد و هم‌اکنون مالک ۳۳۵ سینما در کشورهای مختلف می‌باشد.